# Ritratto di Elisabetta Carlotta del Palatinato
Il Ritratto di Elisabetta Carlotta del Palatinato è un dipinto realizzato nel 1713 dal pittore francese Hyacinthe Rigaud che rappresenta la principessa Elisabetta Carlotta del Palatinato, cognata di Luigi XIV di Francia in quanto moglie di Filippo I di Borbone-Orléans, fratello del Re Sole.

## Genesi dell'opera
Il ritratto della principessa Elisabetta Carlotta del Palatinato (1652-1722) venne dipinto da Hyacinthe Rigaud per soddisfare una commissione affidatagli dal consigliere di stato Nicolas-Joseph Foucault (1643-1721). Quest'ultimo, grande collezionista ed erudito, era divenuto verso la fine della sua vita, capo del suo consiglio personale, e desiderava avere un ritratto di quella che egli considerava la sua "benefattrice" dal momento che era stata lei ad introdurlo a corte ». Nella biografia di Rigaud del 1716, la commissione dell'opera è così riferita:
Figlia di Carlo I Luigi del Palatinato e di sua moglie Carlotta d'Assia-Kassel, lasciò il suo paese natale, il Palatinato, per venire "paracadutata" alla corte francese dove la sua rusticità ed il suo parlare schietto la resero subito amica di Luigi XIV.
Proprio per questo suo carattere particolare, Rigaud decise di dipingerla com'era, senza idealizzazioni come pure avevano fatto altri pittori che l'avevano rappresentata in precedenza come quello realizzato per lei da Largillierre (oggi a Chantilly, al museo Condé).

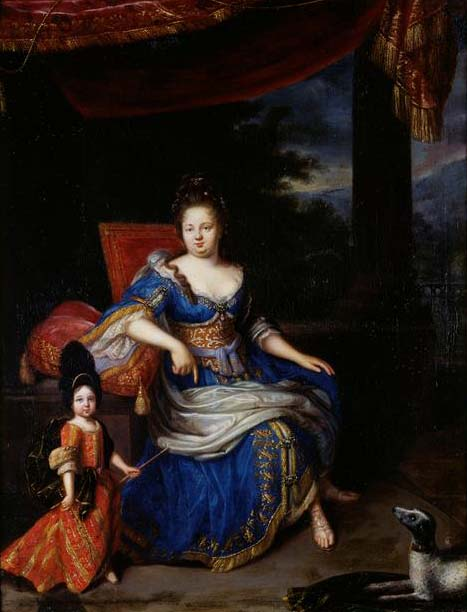
Ritratto della principessa palatina ad opera di Contantin Netscher (1668-1723), castello di Blois.

Rigaud si appoggiò semplicemente alle descrizioni che la principessa faceva di sé nella propria corrispondenza. In una lettera alla sorella Amelise (22 agosto 1698) diceva: "Sono sempre stato brutta e lo sono ancora di più dopo il vaiolo. La mia altezza è di una dimensione mostruosa; sono quadrata come un dado. La mia pelle è rossa maculata di giallo, sto iniziando a diventare grigia e i miei capelli sono sale e pepe, la mia fronte e i miei occhi sono tutti rugosi, il mio naso è ancora storto ma molto ricamato dal vaiolo, così come le mie due guance. Ho le guance piatte, il doppio mento, i denti viziati [...]. Ecco, cara Amelise, è la mia bella faccia. "
L'anno seguente (10 ottobre 1699), scrivendo alla principessa Sofia di Hannover, continuava: "Il mio grasso è posizionato male, quindi mi sta male. Ho, con tutto il dovuto rispetto, una schiena terribile, una pancia enorme, fianchi e spalle, gola e petto molto piatti. A dire il vero, sono una brutta figura, ma ho la fortuna di non preoccuparmene, perché non voglio che qualcuno si innamori di me. Sono sicura che i miei buoni amici guarderanno solo il personaggio che sono, non la mia faccia [...]”. In conclusione anche il duca di Saint-Simon, fece una descrizione cruda ma veritiera della principessa che servì a Rigaud per esprimerne la personalità nel dipinto:
{{Citazione|Madame aveva molto più dell'uomo che della donna. Era forte, coraggiosa, tedesca fino all'ultimo, franca, retta, buona e benefica, nobile e grande in tutte le sue maniere eppure piccola nel pretendere tutto ciò che le era dovuto. Era selvaggia, sempre chiusa a chiave nelle sue stanze a scrivere; con le donne che conosceva era spesso dura, grezza, facilmente incline all'ira eppure formidabile nelle uscite che a volte faceva su chiunque; non era avvezza ai compiacimenti, ma non mancava di spirito; non aveva alcuna flessibilità: era gelosa e pretenziosa come si è detto; la figura e il coraggio di uno svizzero, capace però di un'amicizia tenera e inviolabile [...]. La signora era una principessa vecchio stampo, attaccata all'onore, alla virtù, al rango, alla grandezza; inesorabile sul decoro. Non le mancava lo spirito. Buona e fedele amica, sicura, vera, retta, facile da prevenire e scioccare, molto difficile da riportare in sella nei discorsi; grossolana, pericolosa in pubblico, forte e tedesca in tutte le sue maniere, dotata di una straordinaria franchezza, ma ignorante di ogni comodità e delicatezza per sé o per quanti la circondavano; sobria e selvaggia nel contempo, ma con alcune sue fantasie. […] Amava con tutto il cuore suo figlio, e ancor più follemente il duca di Lorena [suo genero] e i figli di questo, perché erano tedeschi e le ricordavano la sua patria d'origine. »

In una sua lettera inviata il 18 giugno 1713, alla sorellastra, la raugravia Luisa, parlava proprio del ritratto fattole da Rigaud: 

## Descrizione dell'opera

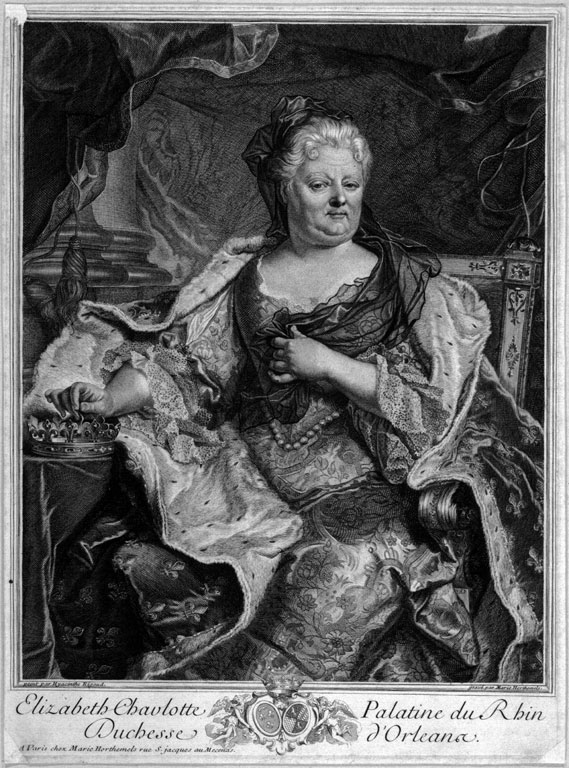
La principessa Palatina in una stampa di Marie Horthemels derivata dal dipinto di Hyacinthe Rigaud - 1714

Il ritratto di Rigaud, venne pagato 6000 livres per la grandezza dell'opera e per l'importanza della personalità rappresentata. La copia originale dell'autore è oggi da identificarsi con quella conservata presso il Deutsches Historisches Museum di Berlino, la quale riporta alla base della colonna di destra la firma dell'autore (fatto raro) e la sua firma sul retro della tela.
L'opera, dopo la sua esecuzione, passò nelle raccolte del duca d'Orléans e quindi, per eredità, passò al conte di Parigi. Il ritratto venne conservato nella casa di famiglia dell'Angiò dove il conte si trovava in esilio, ed il 3 luglio 1993 il ritratto venne messo in vendita all'asta da Sotheby's a Monaco di Baviera. Il dipinto, a casa dell'annullamento della prima vendita, venne riproposto il 15 dicembre 1996 nello stesso luogo ove fu venduto per una cifra oggi corrispondente a 45.735 euro al Deutsches Historisches Museum.
La duchessa di Orleans è raffigurata seduta su una poltrona di noce con braccioli scolpiti a foglie d'acanto, una caratteristica spesso utilizzata dall'artista nei suoi ritratti degli anni 1710-1715, il che potrebbe far suggerire che il mobile appartenesse al suo atelier. La figura si pone frontalmente rispetto allo spettatore, tenendo nella mano destra un velo di pizzo nera, simbolo della sua vedovanza, mentre l'altra mano è delicatamente posta su una corona, simbolo della sua appartenenza alla famiglia reale francese e al ducato di Orleans.

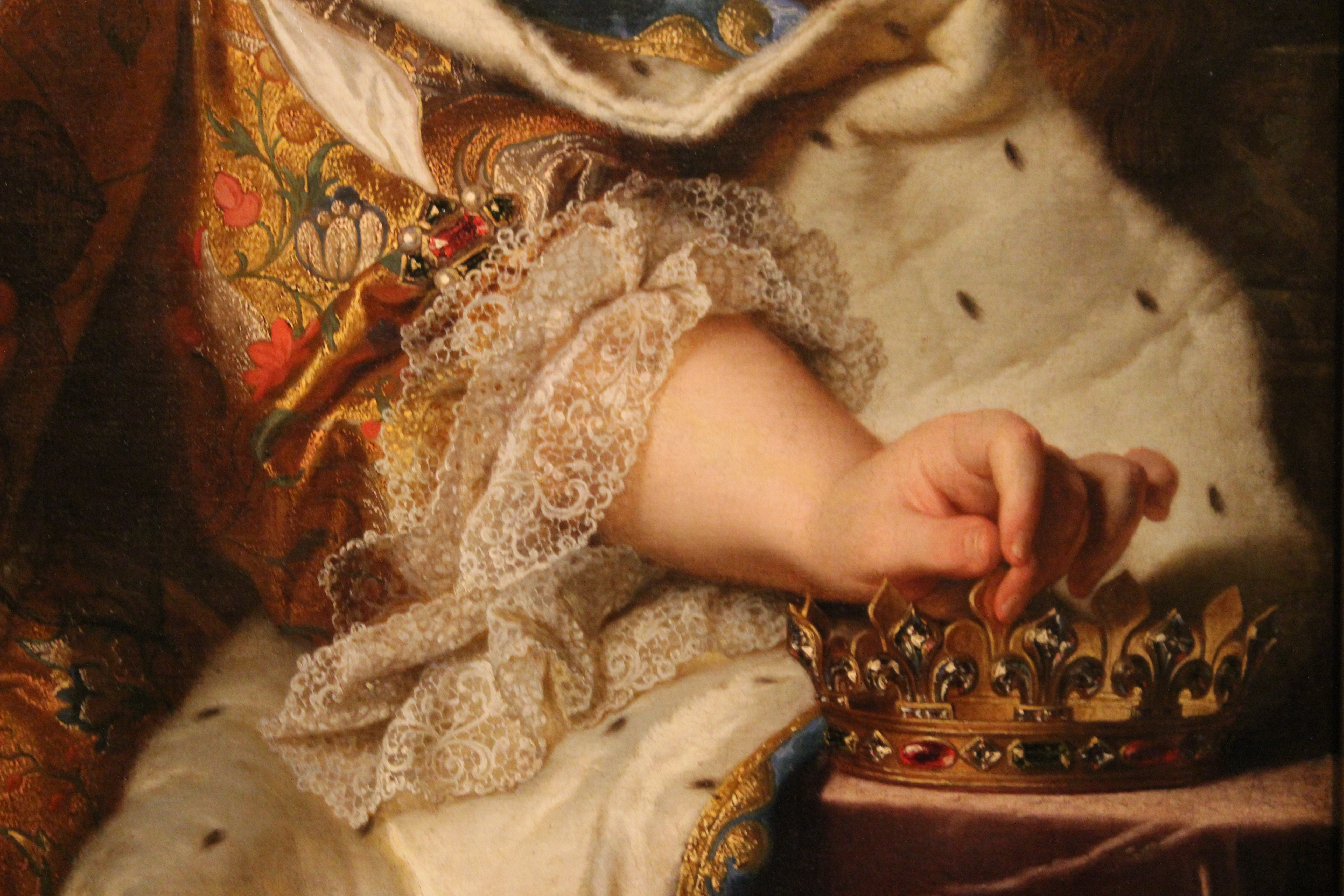
Particolare della mano sulla corona

La principessa è vestita con un grande abito di broccato d'oro a fogliame che difficilmente riesce a nascondere il suo sovrappeso (che le è valso il soprannome di "Pancia d'Europa"), impreziosito da una grande collana di perle che si inserisce come una cintura sul suo corpo. Gettato sulle spalle è invece il mantello di ermellino a gigli dorati che altri non è che un ennesimo simbolo della sua appartenenza alla famiglia regnante della Francia.
Una copia del dipinto, conservata al Brunswick Museum, è senza dubbio una delle due grandi repliche pagate nello stesso anno 1713, per la cifra di 2000 livres, e offerta nel 1716 al duca Augusto Guglielmo di Brunswick-Lüneburg (1662-1731), il cui padre Antonio Ulrico aveva incontrato personalmente Rigaud nel suo Grand Tour in Francia.
La copia presente invece oggi alla reggia di Versailles, invece, sembra essere stata una committenza statale.
Dal quadro venne ricavata una stampa ad opera di Charles Simonneau e commissionatagli dal reggente di Francia, il figlio di "Madame", che ne ordinò poi 400 copie da spedire a re Giorgio I di Gran Bretagna, al principe ed alla principessa di Galles, ed ai principali membri degli Stati Generali delle Province Unite. Marie Horthemels, moglie dell'incisore Tardieu, realizzò una stampa simile a quella di Simonneau, ma con un volto molto più sgraziato dell'originale.

### Altre copie dell'opera

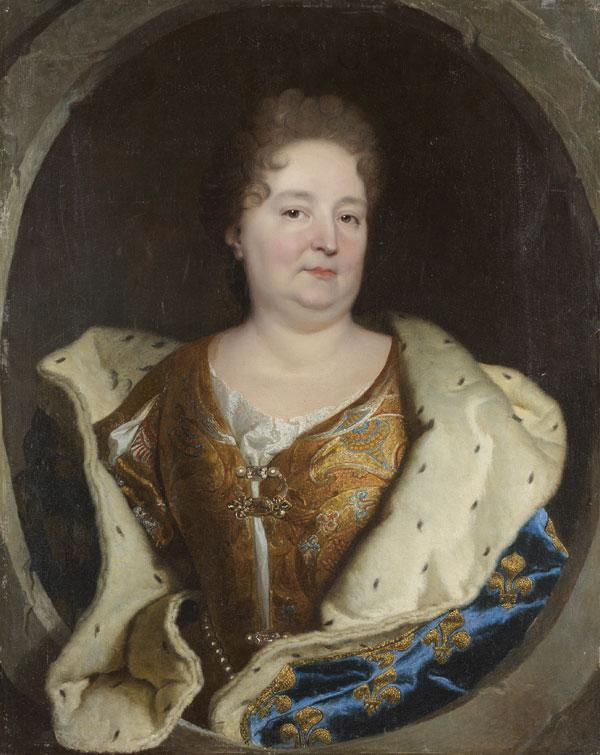
Ritratto della principessa palatina - atelier di Hyacinthe Rigaud - c. 1723

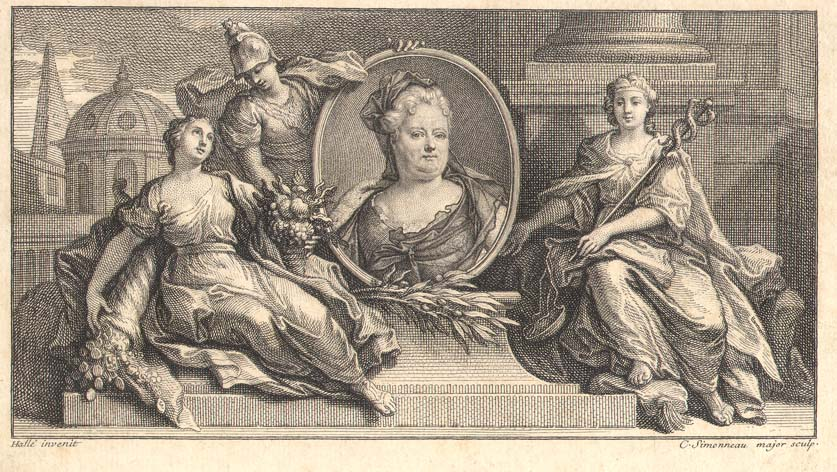
Ritratto della principessa palatina ad opera di Philippe Simonneau dall'originale di Hyacinthe Rigaud e Claude Guy Hallé.

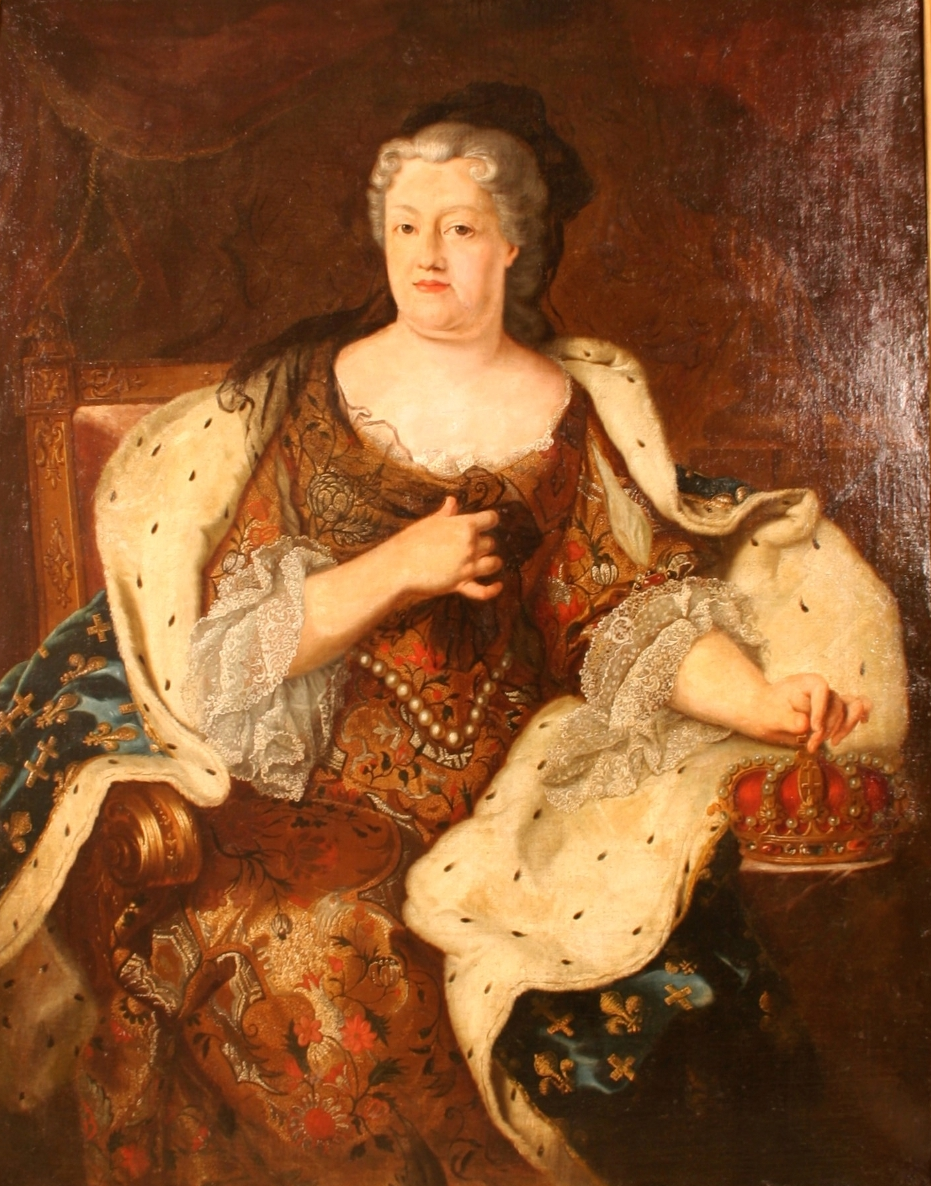
Ritratto eseguito da Elisabetta Carlotta, figlia di Madame, la duchessa di Lorena, dal dipinto di Hyacinthe Rigaud

Oltre all'originale, alla copia di Brunswick ed a quella di Versailles, il quadro venne riprodotto altre volte da altri pittori:
- Ritratto, 147x116 cm. Musée d'art et d'histoire di Ginevra. Offerto nel 1718 alla duchessa dal pittore svizzero Jacques-Antoine Arlaud (1668-1743); alla sua morte passò nelle collezioni della biblioteca di Ginevra; depositato nel 1843 al musée Rath; entrò nel museo d'arte e di storia nel 1910. Arlaud era un miniatore ed amico di Rigaud e di Largillierre.
- Ritratto, 124,5x95 cm. Venduto a Parigi, all'hôtel Drouot (Cornette de Saint-Cyr), 14 dicembre 1992; venduto a Versailles, hôtel des Chevau-légers, 14 maggio 1995 (Perrin-Royere-Lajeunesse). Proveniente dal castello di Eu dalla collezione di Luigi Filippo[5].
- Ritratto, 82x64 cm. Nationalmuseum di Stoccolma.[6]. Versione a mezzobusto con la seguente iscrizione: « Madame d’Orléans Princesse Palatine du Rhin, &/ Mère de Philippe Régent de France ». Già nella collezione della regina Sofia Dorotea di Prussia, sorella di Federico II al castello di Monbijou; passato nel 1758 nella collezione della regina Luisa Ulrica di Prussia; sua sorella Sofia Albertina porterà il ritratto al castello di Gripsholm nel 1829[7].
- Ritratto, 145.5 x 110.5 cm, venduto a Londra da Sotheby’s il 6 dicembre 1980.
- Ritratto, castello d'Haroué.
- Ritratto, castello di Vaux-le-Vicomte.
- Ritratto, per Henri Guillemard (1714), Royal Collection.
- Ritratto, 81 x 65 cm, venduto a Neuilly-sur-Seine, Aguttes, 23 giugno 1998.
- Ritratto, 146 x 113 cm. Kurpfälzisches Museum. Proveniente dalla collezione di Alphonse de Rothschild al castello di Ferrières; coll. priv. Berlino c. 1900; coll. Waldemar Distelrath, Güs/Mosel; acquisito c. 1952[8][9].
- Ritratto, 149.6 x 115.3 cm, Alte Pinakothek di Monaco[10].
- Ritratto, 82 x 65 cm, venduto a Parigi, hôtel Drouot (Tajan), 14 dicembre 2009. La principessa è rappresentata in un ovale con un'architettura di pietra dipinta. Il suo drappeggio è identico a quello inventato dall'artista in occasione della stampa di Pierre Imbert Drevet. Par contro, il viso appare di un'altra mano. Probabilmente questa versione venne realizzata per aiutare l'incisore nella trasposizione del disegno del drappeggio, mentre il volto venne copiato da un aiutante dell'atelier del pittore.
- Incisione di Charles Simonneau del 1714, 46.5 x 33.5 cm. Sotto si legge la scritta: « Peint par Hyacinthe Rigaud - Gravé par Charles Simonneau « l’aîné » Graveur Ordinaire du Roy ». In basso alla stampa si legge, da una parte all'altra dello stemma centrale: « Élisabeth Charlotte - Palatine du Rhin / Duchesse d’Orléans ».
- Incisione di Marie Horthemels del 1714, con viso però differente. Nella bordura, si legge: « Peint par Hyacinthe Rigaud - Gravé par Marie Horthemels ». Sotto si legge: « Elisabeth Charlotte Palatine du Rhin / Duchesse d'Orléans ». Dessous : « A Paris chez Marie Horthemels rue S. jacques au Mécénas ».
- Incisione di Charles Simonneau, da un medaglione realizzato da Claude Guy Hallé.
- Incisione di Pierre Imbert Drevet, mezzobusto senza mani « incassato in una composizione » per essere posto come intestazione de l’Oraison funèbre de la princesse par le père S. J. Cathalan : Oraison Funèbre de très-haute, très-puissante et très-excellente Princesse Madame Elisabeth-Charlotte Palatine de Bavière, Duchesse Douairière d'Orléans. Prononcée dans l'Église de Laôn, le 18 mars 1723, Parigi, 1723.
- Incisione di François Guibert, Parigi, 1931.